# Anoplogaster brachycera
Anoplogaster brachycera is een  straalvinnige vissensoort uit de familie van bladschubbigen (Anoplogastridae). De wetenschappelijke naam van de soort is voor het eerst geldig gepubliceerd in 1986 door Kotlyar.